# Gottmadingen
Gottmadingen település Németországban, azon belül Baden-Württembergben. Lakosainak száma 10 999 fő (2023. december 31.).

## Népesség
A település népessége az elmúlt években az alábbi módon változott:
| Lakosok száma | 7677 | 8533 | 9147 | 8777 | 8518 | 9587 | 10 033 | 10 393 | 10 190 | 10 999 |
|               | 1961 | 1967 | 1974 | 1980 | 1987 | 1993 | 2000   | 2006   | 2013   | 2023   |